# No Control (álbum de Eddie Money)
No Control é o 4.º álbum de estúdio do cantor de rock estadunidense Eddie Money, lançado em 1982. Chegou à vigésima posição no Billboard Top 200.

## Faixas
1. Shakin' (Money-Carter-Myers) - 3:08
2. Runnin' Away (Pasqua-Money-Leonard) - 3:33
3. Think I'm in Love (Money-Oda) - 3:09
4. Hard Life (Money-Carter) - 3:51
5. No Control (Money-Carter-Gunn) - 3:57
6. Take A Little Bit (Proffer-Lambert-Money) - 3:23
7. Keep My Motor Runnin' (Money-Carter) - 3:12
8. My Friends, My Friends (Money) - 3:16
9. Drivin' Me Crazy (Money-Nichols) - 3:05
10. Passing By The Graveyard (Song For John B.) (Money-Polteau) - 3:08
11. It Could Happen To You (Bleu) - 3:28

## Singles
- Think I'm in Love (1982) #16 E.U[3]
- Shakin ' (1982) #63 E.U[3]

## Créditos
- Eddie Money - vocais, harpa na faixa 8
- Jimmy Lyon - guitarra, violão na faixa 4
- Marty Walsh  - guitarras nas faixas 1, 2, 3, 4, 6, 7 e 10 de violão na trilha 8
- Chuck Kirkpatrick - guitarra na faixa 3 e 11
- Ralph Carter - baixo, guitarra acústica, nas faixas 4 & 5
- Gary Mallaber - bateria nas faixas 2, 3, 4 & 10
- Gary Ferguson - bateria nas faixas 1, 5 e 7
- Art Wood - bateria nas faixas 6 e 8
- Tony Brock - bateria na faixa 9
- Joe Caldo - bateria na faixa 11
- Alan Pasqua - teclados nas faixas 1, 2, 4, 7 e 10
- Randy Nichols - teclados nas faixas 1, 2, 4, 5, 6, 8, 9, 10 & 11
- Ed Calle - saxofone nas faixas 2, 10 & 11